# Raymond Hinnekens
Pour les articles homonymes, voir Hinnekens.
Raymond Hinnekens, né le 1er septembre 1935 à Dergneau est un homme politique belge wallon, membre du PRL.
Il est licencié en Sciences commerciales (UMONS); chef d’entreprise dans le secteur du transport; président des étudiants libéraux de l'UMONS, des Jeunesses libérales du Hainaut, du PRL du grand Mons (1979) et de la Fédération PRL de Mons-Borinage (1990-1995).

## Carrière politique
- député wallon de 1995 à 1999.